# Acullico

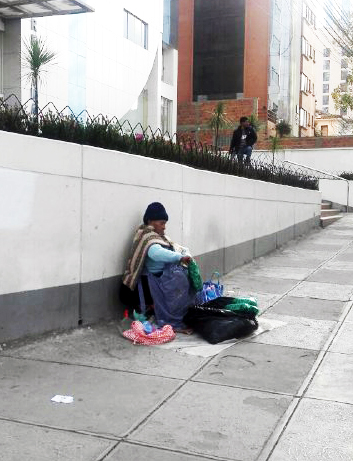
Venda al carrer de coca per acullico a La Paz, Bolívia.

L'acullico, chacchado, akulliku, acuyico —del quechua akullikuy—, acusi, pijcho o mascada, és una pràctica social, ritual i medicinal, en què un petit bolo de fulles d'coca és col·locat en la boca entre galta i mandíbula, aquest es mastega en unes certes zones de Sud-amèrica nord de l'Argentina, nord de Xile, occident de Bolívia, Perú, Equador, Colòmbia) per a evitar o disminuir els efectes del mal d'altura causat per la falta de oxigen en l'atmosfera a grans altituds, i disminuir els efectes de la fatiga, la fam i la indigestió.

## Història
Al llarg dels Andes, les evidències del chacchado de la fulla de coca es remunten fins fa 8.000 anys. En la cultura Moche, existeixen evidències del chacchado en els atuells ceràmics.
Després de la colonització la pràctica va ser mal vista, però va perviure per ésser suport dels indígenes que realitzaven durs treballs com la mineria en el Cerro Rico de Potosí.

### Cultura contemporània
Molts treballs que requereixen d'esforç físic com la conducció de busos de llarga distància, construcció, mineria, i ocupacions similars han adoptat el costum de masegar fulles de coca a través del temps, en alguns oficis com la mineria la tradició és molt antiga. Hi ha també un grup de nous oficis que han incorporat aquest hàbit a les seves rutines de treball o en períodes de més gran esforç, com és el cas dels estudiants en etapes d'exàmens o treballs que requereixen de llargues hores sense dormir.